# Lasva (plaats)
Lasva (Duits: Eichhof) is een plaats in de Estlandse gemeente Võru vald, provincie Võrumaa. De plaats heeft de status van dorp (Estisch: küla) en telt 301 inwoners (2021).
Tot in oktober 2017 was Lasva de hoofdplaats van de gemeente Lasva. In die maand werd Lasva bij de gemeente Võru vald gevoegd.
Op het grondgebied van Lasva ligt het meer Lasva järv (12,5 ha, 19,2 m diep). De rivier Võhandu loopt langs de westgrens van het dorp.

## Architectuur
Aan de noordkant van het dorp staat een lutherse kerk, de Pindi Jaani kirik (kerk van Sint-Jan te Pindi), Pindi is het noordelijke buurdorp van Lasva. De kerk, die gewijd is aan Johannes de Doper, kwam gereed in 1881. Het altaarstuk is een kopie van het altaarstuk ‘Jezus aan het kruis’ van de hand van Rudolf von zur Mühlen in de kerk van Rõuge. Het orgel is in 1903 gebouwd door de orgelbouwersdynastie Kriisa. Tussen 1964 en 2004 was deze kerk de standplaats van Laine Villenthal (1922-2009), Estlands eerste vrouwelijke dominee. Bij de kerk ligt een kerkhof, het Pindi kalmistu.
In 2009 wonnen de architecten Veronika Valk en Kadri Klementi de jaarlijkse prijs voor het beste architectuurproject voor een cultuurmonument (Eesti Kultuurkapitali arhitektuuri sihtkapitali aastapreemia). Ze bouwden de oude watertoren om tot expositieruimte. De grootste attractie is een ‘pianotrap’, een wenteltrap die muziek en andere geluiden produceert als men eroverheen loopt. Bij de ombouw kreeg de toren ook een grasdak.

## Geschiedenis
Lasva werd voor het eerst genoemd in 1561 als Ласва in een Russischtalig document. Latere namen zijn Lasokulia (1588), Lastwa (1627) en Laßwa (1630). Het dorp lag op het landgoed Neuhausen-Schloß (Vana-Vastseliina). Na 1841 werd Lasva het centrum van een zelfstandig landgoed met als Duitse naam Eichhof.
In 1977 werden de buurdorpen Tsirgaski en Mõskülä bij Lasva gevoegd.

## Foto's

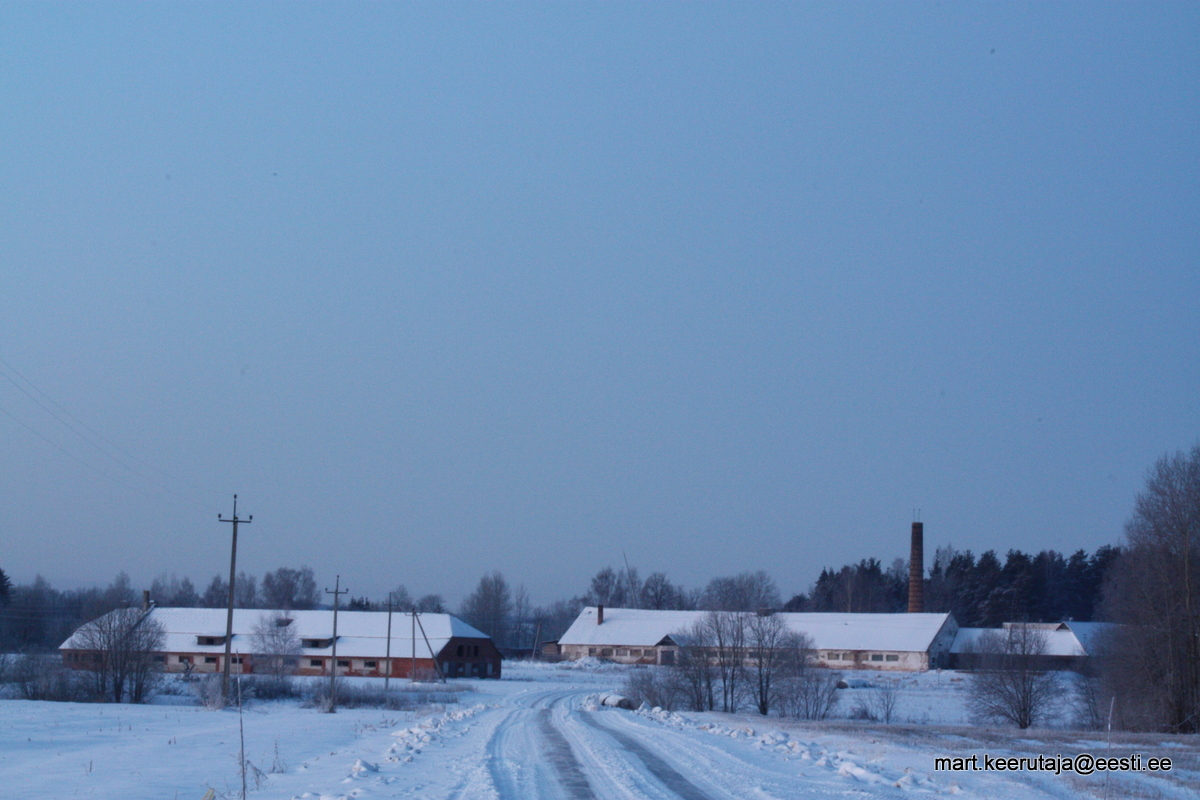
Lasva in de winter
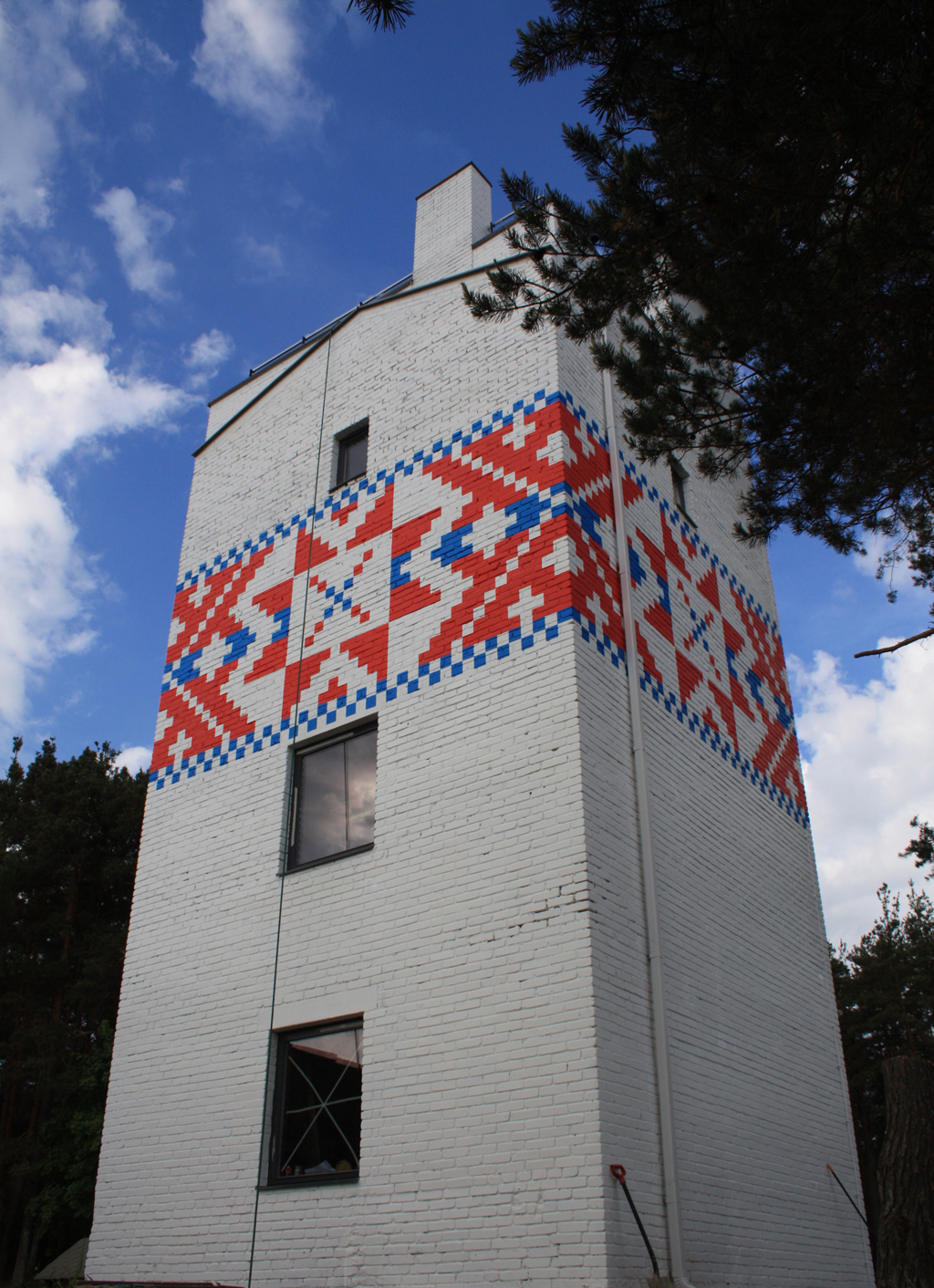
De watertoren
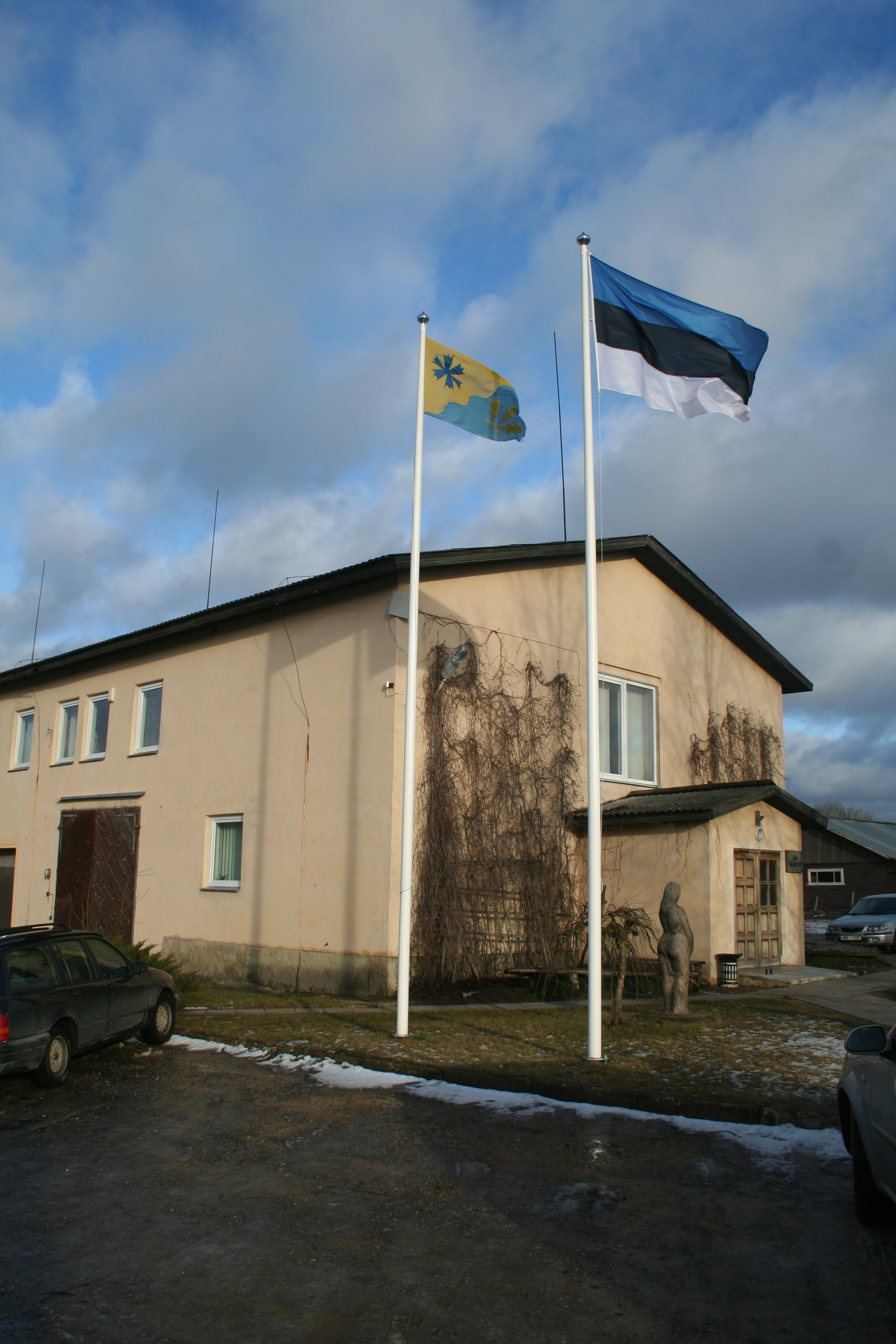
Het toenmalige gemeentehuis in 2008
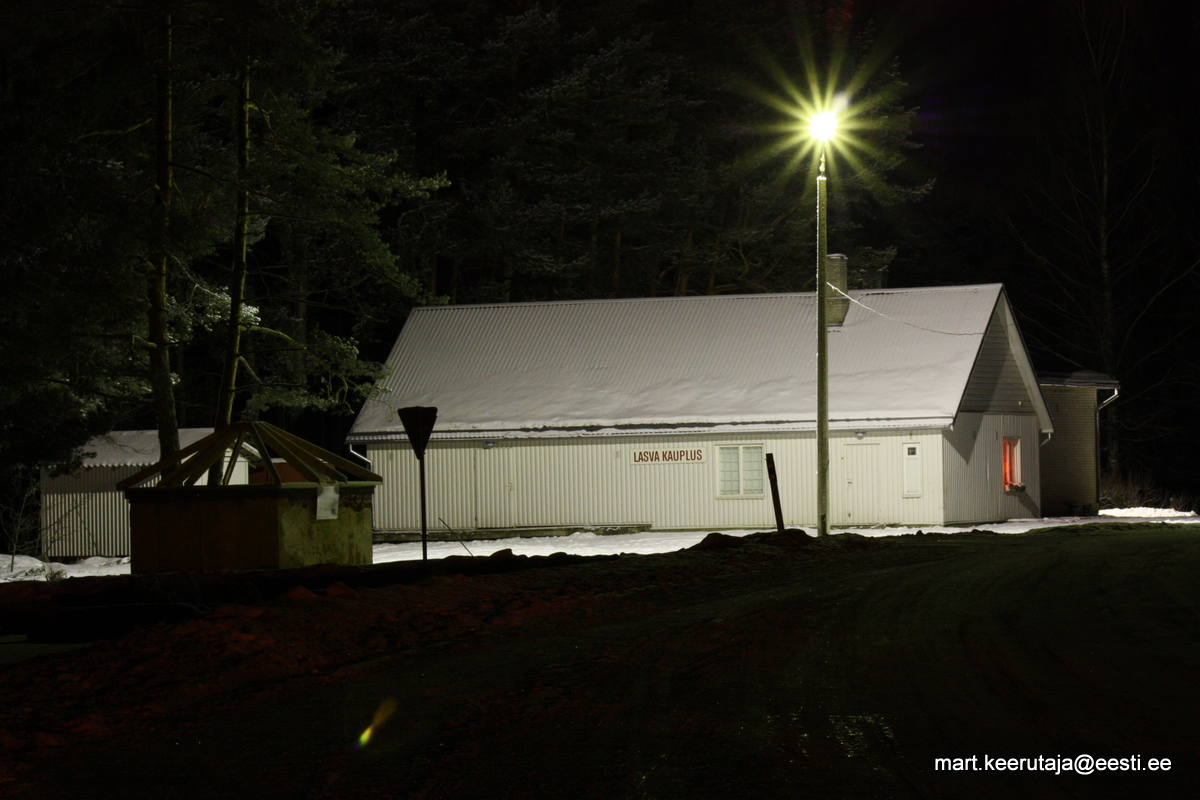
Winkel